# Haruhi Terashima
Haruhi Terashima (japanisch 寺島 はるひ Terashima Haruhi; * 9. November 1993 in der Präfektur Tokio) ist ein ehemaliger japanischer Fußballspieler.

## Karriere
Haruhi Terashima erlernte das Fußballspielen in der Schulmannschaft der RKU Kashiwa High School sowie in der Universitätsmannschaft der Ryūtsū-Keizai-Universität. Im Februar 2016 nahm ihn der Tōkyō Musashino United FC, ehemals Yokogawa Musashino FC, unter Vertrag. Mit dem Verein spielte er 76-mal in der Japan Football League. 2017 wechselte er zum ebenfalls in der Japan Football League spielenden Nara Club. 2022 wurde er mit dem Verein aus Nara Meister der Liga und stieg in die dritte Liga auf. Nach zwei Spielzeiten in der dritten Liga beendete er seine Karriere als Fußballspieler nach der Saison 2024.

## Erfolge
Nara Club
- Japanischer Viertligameister: 2022  ▲